# 1715.
◄ | 17. stoljeće | 18. stoljeće | 19. stoljeće | ►
◄ | 1680-ih | 1690-ih | 1700-ih | 1710-ih | 1720-ih | 1730-ih | 1740-ih | ►
◄◄ | ◄ | 1712. | 1713. | 1714. | 1715. | 1716. | 1717. | 1718. | ► | ►►
Arhitektura • Astronomija • Biologija • Glazba • Kazalište • Kemija • Kiparstvo • Knjige • Književnost • Kršćanstvo • Medicina • Politika • Pravo • Promet • Slikarstvo • Znanost

## Događaji
- pobjeda sinjana nad turskim osvajačima, kada je 700 hrvatskih vojnika iz Sinja uspjelo odbiti navalu vojske Mehmed-paše koja je imala 60.000 vojnika. U spomen na taj događaj, svake se godine održava viteška igra Sinjska alka.

## Rođenja
- 5. veljače – Baltazar Adam Krčalić, hrvatski povjesničar, teolog i pravnik († 1778.)
- 9. lipnja – Nikola Divnić, šibenski biskup († 1783.)

## Smrti
- 1. rujna – Luj XIV., francuski kralj (* 1638.)

## Vanjske poveznice
|  | Zajednički poslužitelj ima još gradiva o temi 1715. |